# Billancourt
Billancourt is een gemeente in het Franse departement Somme (regio Hauts-de-France) en telt 153 inwoners (2004). De plaats maakt deel uit van het arrondissement Montdidier.

## Geografie
De oppervlakte van Billancourt bedraagt 4,9 km², de bevolkingsdichtheid is 31,2 inwoners per km².
De onderstaande kaart toont de ligging van Billancourt met de belangrijkste infrastructuur en aangrenzende gemeenten.

## Demografie
Onderstaande figuur toont het verloop van het inwonertal (bron: INSEE-tellingen).

## Geboren in Billancourt
- Louis Renault (1877-1944), autofabrikant; oprichter van het bedrijf Renault